# Sertularella quadrifida
Sertularella quadrifida is een hydroïdpoliep uit de familie Sertulariidae. De poliep komt uit het geslacht Sertularella. Sertularella quadrifida werd in 1901 voor het eerst wetenschappelijk beschreven door Hartlaub. 